# Bob-Europameisterschaft 1995
Die Bob-Europameisterschaft 1995 wurde bereits am 14. Dezember im Zweierbob und am 18. Dezember 1994 im Viererbob zum ersten Mal auf der Kunsteisbahn  im sächsischen Altenberg ausgetragen. Die EM wurde im Rahmen des vierten von fünf Weltcup-Saisonwettbewerben ausgetragen.
In der europäischen Bobszene hatte es nach den Olympischen Winterspielen im norwegischen Lillehammer nur wenig Veränderungen gegeben, diese hatten es aber in sich. Im Mittelpunkt stand der Schweizer Bobverband, der in Norwegen mit drei Medaillen, darunter einem Doppelsieg im Zweierbob, sein bestes Ergebnis seit den Spielen in Garmisch 1936 eingefahren hatte. Allerdings traten danach zwei von drei Olympiastartern aus der Bob-Nationalmannschaft zurück.
Den Anfang machte der 31-jährige Christian Meili, der Ende Februar 1994 aus der Schweizer Bob-Nationalmannschaft zurücktrat und fortan den Bobsport nur noch als Hobby betreiben wollte. Angesichts der fehlenden großen sportlichen Erfolge überraschte dieser Rückzug noch nicht so sehr. Völlig überraschend kam hingegen Anfang April 1994 der Rücktritt des Schweizer Aushängeschilds Gustav Weder. Der gerade 33 Jahre alte Doppelolympiasieger, fünffache Welt- und siebenfache Europameister konnte sich für eine avisierte Goldmedaille im Viererbob bei den Olympischen Spielen in Nagano 1998 nicht mehr motivieren, zudem spielten andere Gründe auch noch eine Rolle. Damit hatte die Schweizer Bobnationalmannschaft mit einem Schlag zwei von drei international konkurrenzfähigen Bobpiloten verloren und verfügte mit dem Silbermedaillengewinner von Lillehammer, Reto Götschi nur noch über einen Bob-Piloten von internationalen Format. Darüber hinaus tat sich im Laufe des Jahres auch im Trainerbereich etwas. Nachdem Nationaltrainer Franz Isenegger trotz mehrjährigen  Bemühens keinen Jahresvertrag bekommen hatte und  Bahntrainer Jānis Ķipurs einen Vertrag in den USA bekommen hatte, übernahm Silvio Giobellina das Traineramt. Die Probleme rissen allerdings nicht ab, da zum Beispiel Christian Meili auf Grund seines fehlenden Nationalkaderstatus internationale Starts für die Schweiz vom Verband verwehrt wurden. Bei den anderen Bob-Nationen blieb vorerst alles beim Alten, da sich auch die deutschen Altmeister Wolfgang Hoppe und Rudi Lochner zunächst zum Weitermachen entscheiden hatten. Hoppes Ziel war sogar ein Start bei den nächsten Olympischen Spielen in Nagano.

## Zweierbob
In Abwesenheit des verletzten Altmeisters Rudi Lochner entsandte Bundestrainer Raimund Bethge neben Christoph Langen und Sepp Dostthaler mit dem erst 21-jährigen Rene Spies den amtierenden Juniorenweltmeister an die schwer zu fahrende Bahn im Erzgebirge. Und der Winterberger Spies blieb nach dem ersten Lauf mit nur sieben Hundertsteln Rückstand auf Christoph Langen überraschender Zweiter in der EM-Wertung. Dabei ließ er solche erfahrenen Piloten wie Günther Huber, Sepp Dostthaler oder den Silbermedaillengewinner von Lillehammer, Reto Götschi hinter sich. Nach dem zweiten Lauf hatte sich zwar der Abstand auf Langen auf 37 Hundertstel vergrößert, aber die Konkurrenz vermochte es nicht, Spies die Silbermedaille streitig zu machen und so einen deutschen Doppelsieg mit Titelverteidiger Christoph Langen als neuem Europameister zu verhindern.
Im Kampf um Bronze setzte sich zur Freude der Eidgenossen etwas überraschend Reto Götschi durch, der nach dem ersten Lauf noch auf Rang vier gelegen hatte. Im zweiten Lauf fuhr die neue Schweizer Nummer eins um einiges schneller als Huber und konnte mit sechs Hundertstel Vorsprung vor Sepp Dostthaler Bronze gewinnen und einen möglichen deutschen Dreifacherfolg verhindern. Huber verlor im zweiten Lauf hingen soviel Zeit, dass er letztlich sogar noch von Dostthaler auf Rang fünf verdrängt wurde. Dass die Konkurrenz aus Übersee mittlerweile den Europäern ebenbürtig war, zeigte der Weltcupsieg des Kanadiers Pierre Lueders, der nochmals acht Hundertstel schneller als Langen war.
| Rang | Bob                                            | 1. Lauf     | 2. Lauf     | Gesamtzeit  | Rückstand |
| ---- | ---------------------------------------------- | ----------- | ----------- | ----------- | --------- |
| 1    | Deutschland I Christoph Langen Kai-Uwe Kohlert | 0:58,09 min | 0:58,50 min | 1:56,59 min |           |
| 2    | Deutschland II René Spies Sven Peter           | 0:58,16 min | 0:58,80 min | 1:56,96 min | +0.37     |
| 3    | Schweiz II Reto Götschi Guido Acklin           | 0:58,36 min | 0:58,99 min | 1:57,35 min | +0.76     |
| 4    | Deutschland III Sepp Dostthaler Thomas Platzer | 0:58,39 min | 0:56,02 min | 1:57,41 min | +0.82     |
| 5    | Italien I Günther Huber Antonio Tartaglia      | 0:58,30 min | 0:59,14 min | 1:57,44 min | +0.85     |
| 6    | Vereinigtes Königreich I Mark Tout Lenox Paul  | 0:58,74 min | 0:59,15 min | 1:57,89 min | +1,30     |
| 7    | Schweiz I Dominik Scherrer Jack Frei           | 0:58,47 min | 0:59,45 min | 1:57,92 min | +1,33     |
| 8    | Frankreich I Eric Alard Éric Le Chanony        | 0:59,02 min | 0:59,07 min | 1:58,09 min | +1,50     |
| 9    | Lettland I Sandis Prūsis Adris Plūksna         | 0:59,24 min | 0:58,94 min | 1:58,18 min | +1,59     |

## Viererbob
Bei der Konkurrenz der großen Schlitten zeigte der knapp einen Monat zuvor 37 Jahre alt gewordene Altmeister Wolfgang Hoppe sein ganzes fahrerisches Können und sicherte sich souverän nach Cervinia 1987 seinen zweiten Europameistertitel im Viererbob. Speziell im ersten Lauf, in dem Hoppe Bahnrekord fuhr, blieb im dabei der Brite Mark Tout auf den Fersen, konnte Hoppe aber mit einer deutlich schlechteren zweiten Fahrt nicht ernsthaft gefährden. Dennoch konnte der Tout seine Silbermedaille vom Vorjahr erfolgreich verteidigen. Im Kampf um Bronze besaß Reto Götschi nach dem ersten Lauf die besten Karten, und das trotz seines Handicaps. Nachdem Götschis Bob im Training massiv beschädigt worden war, hatte man seinen Bob aus der Vorsaison nach Altenberg transportiert. Allerdings reichten zwei Trainingsfahrten nicht aus, um die schwer zu fahrende Bahn in den Griff zu bekommen. So fuhr Götschi im zweiten Lauf eine deutlich schlechtere Zeit, während sich der amtierende Viererbob-Olympiasieger mit der zweitbesten Laufzeit letztlich sogar noch souverän die Bronzemedaille erkämpfte. Christoph Langen kam nach einer völlig verkorksten ersten Fahrt noch bis auf ein Hundertstel an den vierten Platz von Götschi heran.
| Rang | Bob                                                                             | 1. Lauf     | 2. Lauf     | Gesamtzeit  | Rückstand |
| ---- | ------------------------------------------------------------------------------- | ----------- | ----------- | ----------- | --------- |
| 1    | Deutschland I Wolfgang Hoppe Ulf Hielscher René Hannemann Carsten Embach        | 0:55,38 min | 0:55,88 min | 1:51,26 min |           |
| 2    | Vereinigtes Königreich I Mark Tout Dean Ward Courtney Rumbolt Lenox Paul        | 0:55,50 min | 0:56,14 min | 1:51,64 min | +0,38     |
| 3    | Deutschland II Harald Czudaj Karsten Brannasch Alexander Szelig Udo Lehmann     | 0:55,93 min | 0:55,96 min | 1:51,89 min | +0.63     |
| 4    | Schweiz I Reto Götschi Guido Acklin Christian Reich Beat Seitz                  | 0:55,91 min | 0:56,29 min | 1:52,20 min | +0.94     |
| 5    | Deutschland III Christoph Langen Kai-Uwe Kohlert Sven Rühr Olaf Hampel          | 0:56,23 min | 0:55,98 min | 1:52,21 min | +0.95     |
| 6    | Österreich I Hubert Schösser Gerhard Redl Gerhard Haidacher Martin Schützenauer | 0:55,94 min | 0:56,37 min | 1:52,31 min | +1.05     |
| 7    | Frankreich I Bruno Mingeon Stephane Poirot Georges Ravier Bruno Max Robert      | 0:56.05 min | 0:56,95 min | 1:52,40 min | +1.14     |
| 8    | Schweiz III Dominik Scherrer Jack Frei Daniel Giger Roland Tanner               | 0:56,06 min | 0:56,40 min | 1:52,46 min | +1.20     |
| 9    | Österreich II Kurt Einberger Thomas Bachler Carsten Nentwig Christian Swette    | 0:55.96 min | 0:56,53 min | 1:52,49 min | +1.23     |
| 10   | Italien I Günther Huber Antonio Tartaglia Stefano Ticci Mirko Ruggieri          | 0:56,23 min | 0:56.29 min | 1:52,52 min | +1.26     |

## Medaillenspiegel
| Platz | Nation                 | Gold | Silber | Bronze |
| ----- | ---------------------- | ---- | ------ | ------ |
| 1     | Deutschland            | 2    | 1      | 1      |
| 2     | Vereinigtes Königreich | 0    | 1      | 0      |
| 3     | Schweiz                | 0    | 0      | 1      |